# جون مانديل
جون مانديل (بالإنجليزية: John Mandel)‏ هو رسام وفنان أمريكي، ولد في 1941 في نيويورك في الولايات المتحدة.